# Venezillo silvicola
Venezillo silvicola là một loài chân đều trong họ Armadillidae. Loài này được Mulaik miêu tả khoa học năm 1960.